# Anthony Hegarty
Ne doit pas être confondu avec Antony Hegarty.
Pas d'image ? Cliquez ici

a Compétitions nationales et continentales officielles uniquement.

Dernière mise à jour le 30 octobre 2012.
Anthony Hegarty, né le 11 mai 1987 à Canberra, est un joueur australien de rugby à XV évoluant au poste de talonneur. Il a joué au sein du FC Grenoble de 2012 à 2016.

## Biographie
Anthony Hegarty évolue dans le Super 15 avec les Brumbies de 2010 à 2012. Il part ensuite en France où il s'engage avec le FC Grenoble pour une saison avec une seconde en option. Il quitte le club à la fin de la saison 2016.